# Calgary
Calgary a kanadai Alberta tartomány legnépesebb városa, a harmadik legnépesebb az ország városai közül. A város a télisportok és az ökoturizmus ismert központja; a környékén számos nagy hegyi üdülőhely található. Gazdasága főként az olajipar köré koncentrálódik, de jelentős ágazatnak számít a mezőgazdaság, az idegenforgalom és a csúcstechnológiai iparágak is. 1988-ban Calgary lett az első kanadai város, amely otthont adhatott a téli olimpiai játékoknak.
Az Economist Intelligence Unit 2013-as rangsora szerint a világ ötödik legélhetőbb városa, az ausztrál Adelaide-del holtversenyben.

## Földrajz
Calgary Kanada délnyugati részén a Sziklás-hegységtől 80 kilométerre keletre, az észak-amerikai préri Belső kanadai síkságán, sík és dombos tájak találkozásánál fekszik. Az 1048 méter tengerszint feletti magasságban, a Bow és Elbow-folyók találkozásánál, behúzódva a folyók völgyébe, épült település Kanada legmagasabban fekvő nagyvárosa.

### Éghajlat
Levegője kristálytiszta, rendkívül alacsony páratartalmú. A „Napsütés városának” is hívják, mert olyan gyakran süt itt a nap, hogy ha arányosan elosztjuk a napos órák számát, akkor az év minden napjára jut belőle hat óra. A tél hideg és meglehetősen lassan mond búcsút. Calgarynak csupán 106 talajmenti fagyveszélytől mentes napja van évente. A tél közepén azonban a Csendes-óceán felől meleg szél, a chinook tör be a kontinensnek erre a részére, és napokra nyarat varázsol Calgary hidegtől meggémberedett utcáira és parkjaira.

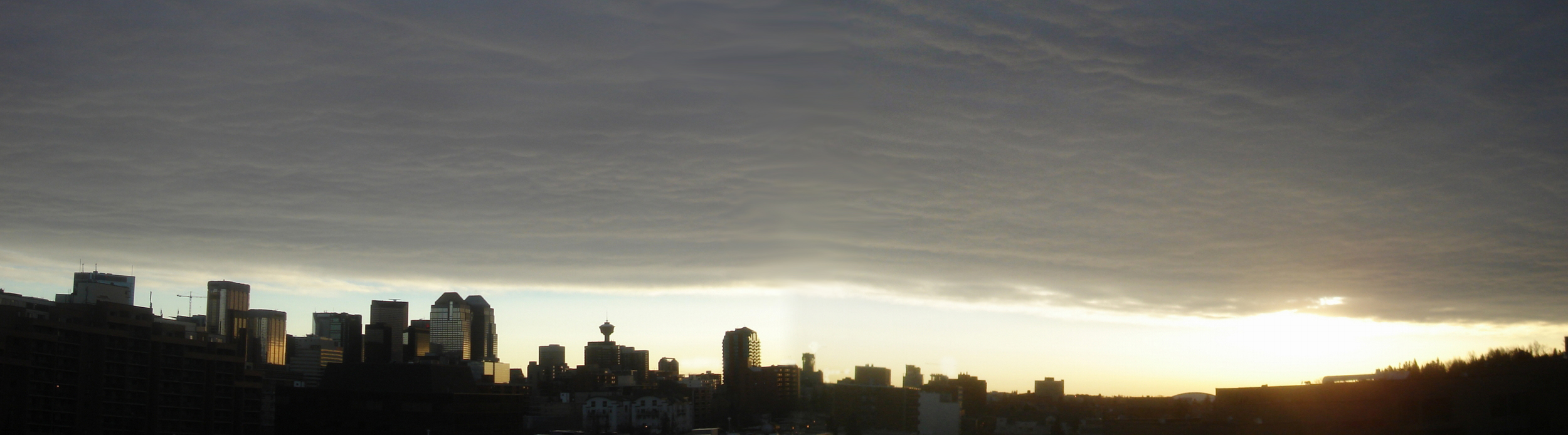
A chinook érkezése Calgary fölé

| Hónap                               | Jan.  | Feb.  | Már.  | Ápr.  | Máj.  | Jún. | Júl. | Aug. | Szep. | Okt.  | Nov.  | Dec.  | Év    |
| ----------------------------------- | ----- | ----- | ----- | ----- | ----- | ---- | ---- | ---- | ----- | ----- | ----- | ----- | ----- |
| Rekord max. hőmérséklet (°C)        | 16,5  | 22,6  | 22,8  | 29,4  | 32,4  | 35,0 | 36,1 | 35,6 | 33,3  | 29,4  | 22,8  | 19,5  | 36,1  |
| Átlagos max. hőmérséklet (°C)       | −2,8  | −0,1  | 4,0   | 11,3  | 16,4  | 20,2 | 22,9 | 22,5 | 17,6  | 12,1  | 2,8   | −1,3  | 10,5  |
| Átlaghőmérséklet (°C)               | −8,9  | −6,1  | −1,9  | 4,6   | 9,8   | 13,8 | 16,2 | 15,6 | 10,8  | 5,4   | −3,1  | −7,4  | 4,1   |
| Átlagos min. hőmérséklet (°C)       | −15,1 | −12,0 | −7,8  | −2,1  | 3,1   | 7,3  | 9,4  | 8,6  | 4,0   | −1,4  | −8,9  | −13,4 | −2,3  |
| Rekord min. hőmérséklet (°C)        | −44,4 | −45,0 | −37,2 | −30,0 | −16,7 | −3,3 | −0,6 | −3,2 | −13,3 | −25,7 | −35,0 | −42,8 | −45,0 |
| Átl. csapadékmennyiség (mm)         | 12    | 9     | 17    | 24    | 60    | 80   | 68   | 59   | 46    | 14    | 12    | 12    | 413   |
| Havi napsütéses órák száma          | 117   | 141   | 178   | 219   | 254   | 280  | 315  | 282  | 208   | 181   | 124   | 107   | 2406  |
| Forrás: climate.weatheroffice.gc.ca |       |       |       |       |       |      |      |      |       |       |       |       |       |

## Történelem

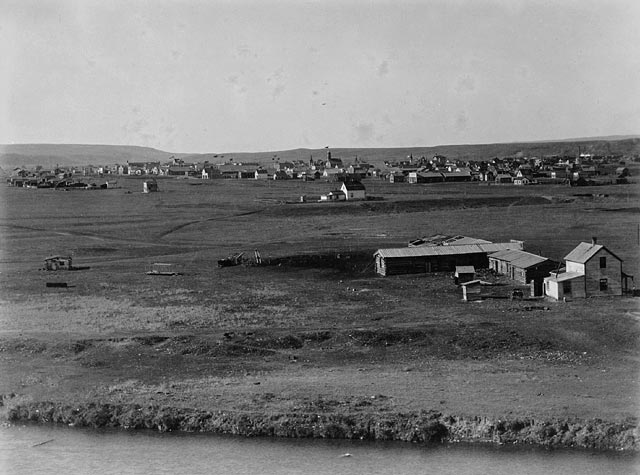
Calgary 1885 körül

1875 nyarán a Royal Canadian Mounted Police, a híres kanadai lovasrendőrség egy alakulata ütött tábort a Bow-folyó és az Elbow-folyó találkozásánál. Azért jöttek, hogy rendet teremtsenek a bölény- és prémvadászok, valamint a háborgó indiánok között, akik mindnyájan jogos vagy jogtalan sérelmeket akartak egymáson megtorolni. A whiskykereskedőket is meg kellett rendszabályozni, akik értékes csereáruk ellenében, lelkiismeretlenül, a „tüzes víz” rabszolgájává tették az indiánokat. Nyilvánvalóvá vált, hogy a törvény fenntartásához a rendőrség állandó jelenléte szükséges. Így aztán a két folyó torkolatánál erőd épült, amelynek a skót származású James Macleod ezredes a Calgary nevet adta. Calgary skót gael nyelven „tiszta vizet” jelent, máskülönben egy öbölnek a neve Skócia Mull-szigetén.
Az erőd nyolc évig jelentéktelen előretolt helyőrség maradt. A Kanadát átszelő vasútvonal 1883-ban elérte Calgaryt és a település bekapcsolódott a fiatal ország vérkeringésébe. Bevándorlók érkeztek, az erőd körül egyre több ház épült és a településnek az év végére 600 lakosa volt. 1891-re a lakosság száma elérte a 4000-et, Calgaryban ekkor már volt villanyvilágítás és vízvezetékrendszer is működött.
A település gazdasági alapját a külterjes állattenyésztés határozta meg. A környék gazdag legelői sok szarvasmarha-tenyésztőt csábított át az Amerikai Egyesült Államokból is, ahol a jó legelők területe bizonyos vidékeken erősen megfogyatkozott. Több száz hektáros állattenyésztő farmok, ranch-ok alakultak, hatalmas szarvasmarha-csordákkal. Calgaryban jelentős húsfeldolgozó ipar alakult ki, mely ma is az egyik legjelentősebb az országban. Földet akkoriban mindenki ingyen kapott, aki le akart települni és földművelésbe akart kezdeni. A pionírok áradata olyan számottevő volt, hogy a település 1893-ban már városi rangra emelkedett.
1914-ben a város közelében fekvő Turner Valley-ben olajra bukkantak. A telepesek mindig is sejtették, hogy a földben olaj lehet, mert látták, hogy az indiánok többek közt a föld felszínére szivárgott olajt is használták gyógyításra. Az olaj felfedezése Calgary gazdasági életét új alapokra helyezte, és fejlődését eddig soha nem látott mértékben gyorsította meg.

## Önkormányzat és közigazgatás
A város négy nagy részre van osztva: Northeast (északkelet, rövidítése NE), Southeast (délkelet, SE), Southwest (délnyugat, SW) és Northwest (északnyugat, NW). Az égtájak rövidítésének két betűje a házszámok és az utcák nevei után következnek. Az északi és déli számozás a város közepén átfutó Centre Avenue-nál kezdődik, míg a kelet-nyugati számozás a Centre Avenue-ra merőleges Centre Srtreet-nél. Minden avenue kelet-nyugati, minden street észak-déli irányú.

## Népesség
Calgary népességének alakulása 1901-től napjainkig:
| Év   | Lakosság |
| ---- | -------- |
| 1901 | 4 091    |
| 1911 | 43 704   |
| 1921 | 63 305   |
| 1931 | 81 636   |
| 1941 | 87 267   |
| 1951 | 129 060  |
| 1961 | 249 641  |

| Év   | Lakosság  |
| ---- | --------- |
| 1971 | 403 320   |
| 1981 | 591 857   |
| 1991 | 708 593   |
| 2001 | 879 003   |
| 2006 | 988 193   |
| 2009 | 1 065 455 |

A város etnikai megoszlása a Kanadai Statisztikai Hivatal 2006-os adatai alapján:
| Calgary 2006 Forrás: Kanadai Statisztikai Hivatal 2006-os adatai | Calgary 2006 Forrás: Kanadai Statisztikai Hivatal 2006-os adatai | Népesség | Kisebbségek (%) | Össznépesség (%) |
| ---------------------------------------------------------------- | ---------------------------------------------------------------- | -------- | --------------- | ---------------- |
| Kisebbségek                                                      | Kínaiak                                                          | 65,365   | 28.1            | 6.7              |
| Kisebbségek                                                      | Afroamerikaiak                                                   | 20,540   | 8.8             | 2.1              |
| Kisebbségek                                                      | Filippínók                                                       | 24,915   | 10.7            | 2.5              |
| Kisebbségek                                                      | Dél-Ázsiaiak                                                     | 56,210   | 24.2            | 5.7              |
| Kisebbségek                                                      | Délnyugat-Ázsiaiak                                               | 5,930    | 2.6             | 0.6              |
| Kisebbségek                                                      | Arabok                                                           | 11,245   | 4.8             | 1.2              |
| Kisebbségek                                                      | Latin-Amerikaiak                                                 | 13,120   | 5.6             | 1.3              |
| Kisebbségek                                                      | Délkelet-Ázsiaiak                                                | 15,410   | 6.6             | 1.6              |
| Kisebbségek                                                      | Koreaiak                                                         | 6,710    | 2.9             | 0.7              |
| Kisebbségek                                                      | Japánok                                                          | 4,490    | 1.9             | 0.5              |
| Kisebbségek                                                      | Vegyes kisebbség                                                 | 6,605    | 2.8             | 0.7              |
| Kisebbségek                                                      | Nem besorolható                                                  | 1,920    | 0.8             | 0.2              |
| Kisebbségek                                                      | Kisebbségek                                                      | 232,465  | 100             | 23.7             |
| Őslakosok (indiánok, eszkimók)                                   | Őslakosok (indiánok, eszkimók)                                   | 24,425   |                 | 2.5              |
| Nem jegyzett kisebbségek vagy őslakosok                          | Nem jegyzett kisebbségek vagy őslakosok                          | 722,600  |                 | 73.8             |
| Összlakosság                                                     | Összlakosság                                                     | 979,485  |                 | 100              |

## Gazdaság
Calgaryt az ország olaj-fővárosának is hívják, ahol több száz, a kőolaj és a földgáz kutatásával valamint kitermelésével foglalkozó vállalat állította fel központját. Jelentős gyáripar fejlődött ki, de a környéken folytatott gabonatermesztés és állattenyésztés változatlanul jelentős gazdasági tényezők.
Itt található a Canadian Pacific Kansas City vasúttársaság kanadai székhelye.

## Sportélete
| Csapat             | Sport           | Bajnokság                        | Aréna                 |
| ------------------ | --------------- | -------------------------------- | --------------------- |
| Calgary Roughnecks | lacrosse        | National Lacrosse League         | Scotiabank Saddledome |
| Calgary Stampeders | kanadai futball | Canadian Football League         | McMahon Stadium       |
| Calgary Surge      | kosárlabda      | Canadian Elite Basketball League | Winsport Arena        |
| Calgary Flames     | jégkorong       | National Hockey League           | Scotiabank Saddledome |
| Cavalry FC         | labdarúgás      | Canadian Premier League          | ATCO Field            |
| Calgary Wranglers  | jégkorong       | American Hockey League           | Scotiabank Saddledome |

## Látnivalók

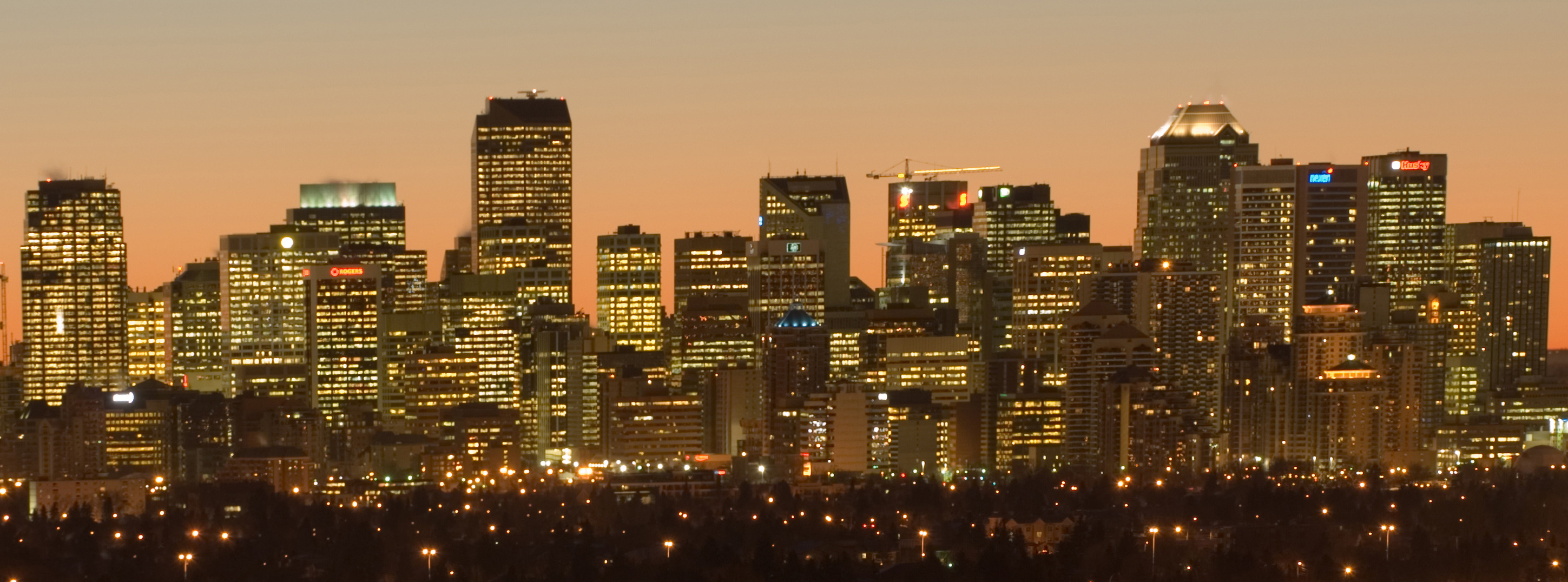
A város központja

A város egyik legnagyobb turista-attrakciói a cowboyok. Ügyességi versenyeiket és sportbemutatójukat, a Calgary Stampede-t minden év júliusában rendezik meg, amikor a város apraja-nagyja a turisták ezreivel együtt cowboynak öltözik, hogy egy kicsit visszahozza a Vadnyugat romantikus emlékeit.
A Calgaryn átfolyó Bow River, nevének megfelelően, jól megfeszített íj alakjára emlékeztet, az íj húrja átöleli a városközpontot. A városközpont, hasonlóan más amerikai nagyvároshoz, számos hatalmas irodaháznak ad otthont, ahol számos vállalat központja, bankok, hitelintézetek és magánirodák találhatóak.

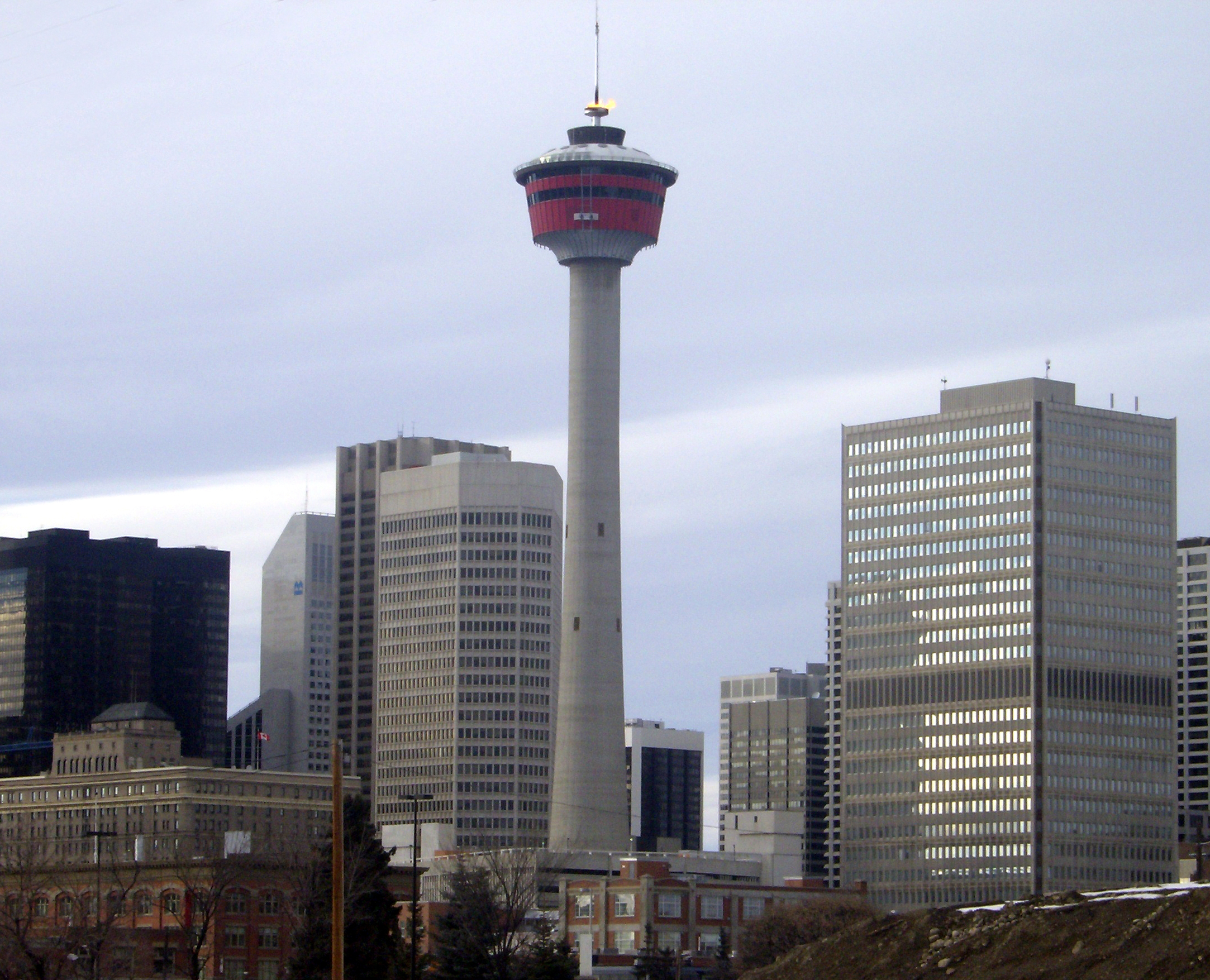
Calgary Tower

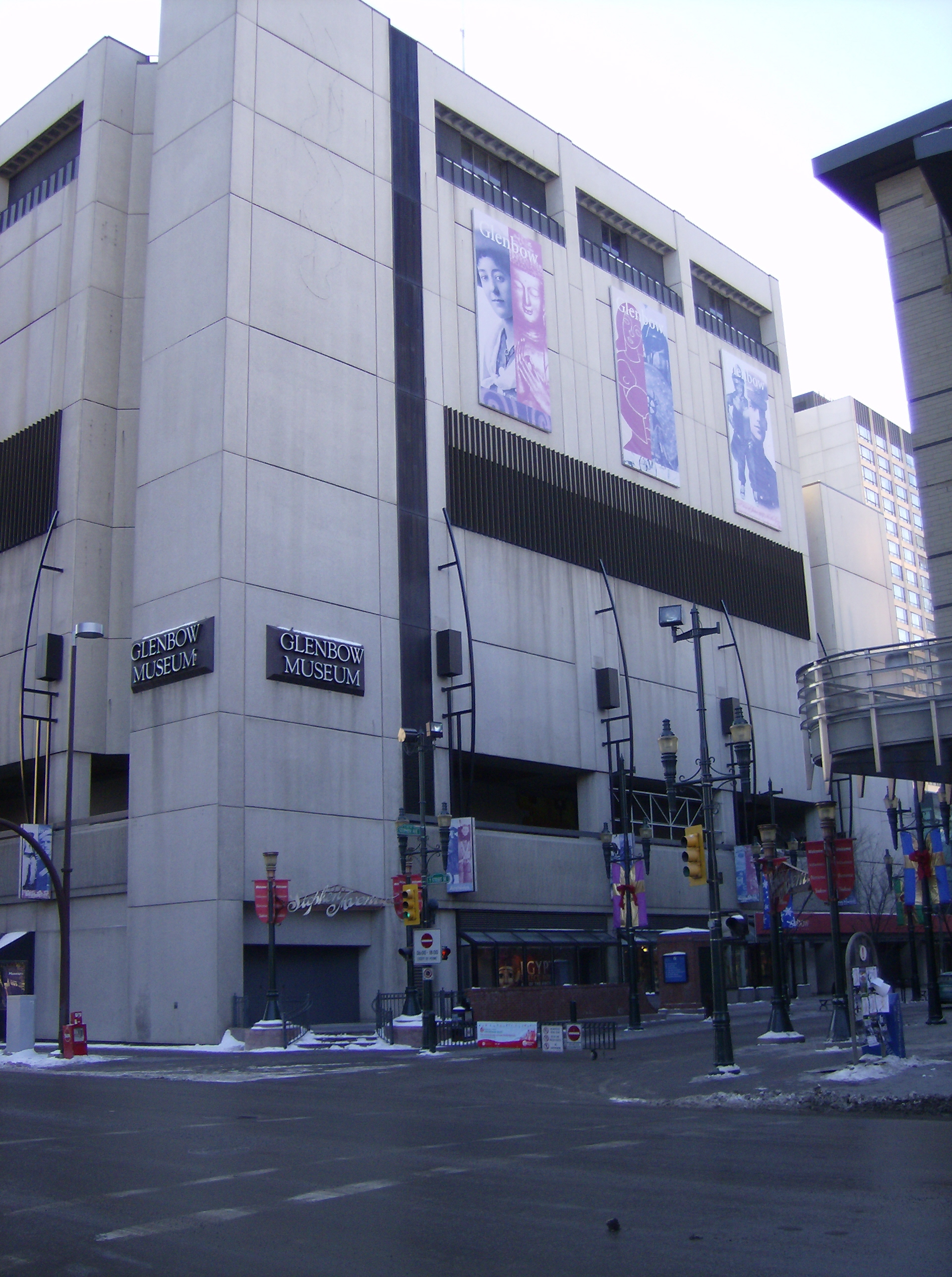
Glenbow-múzeum

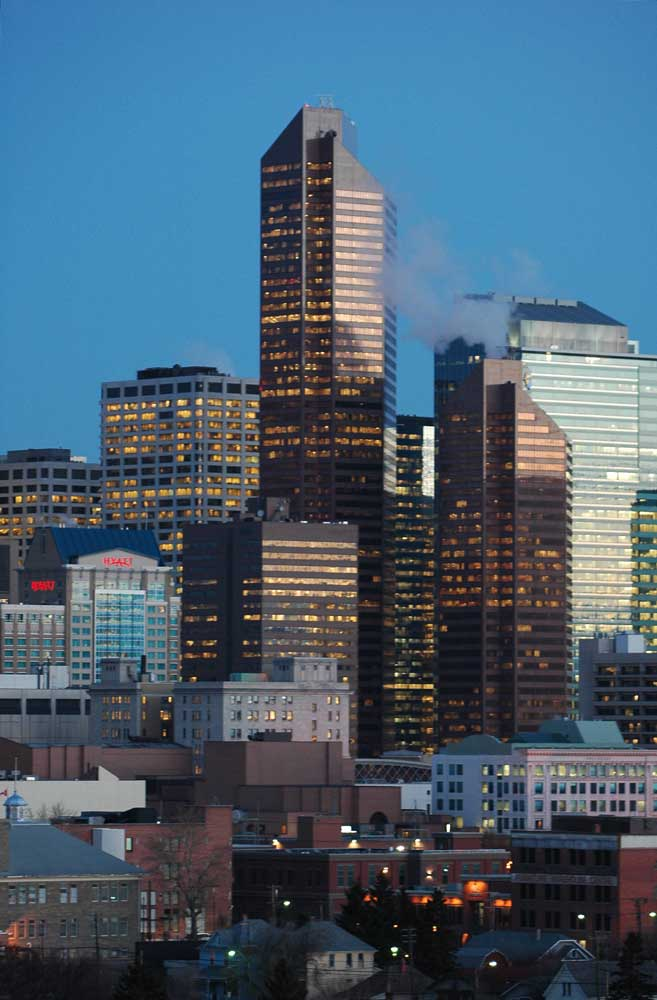
Suncor Energy Centre

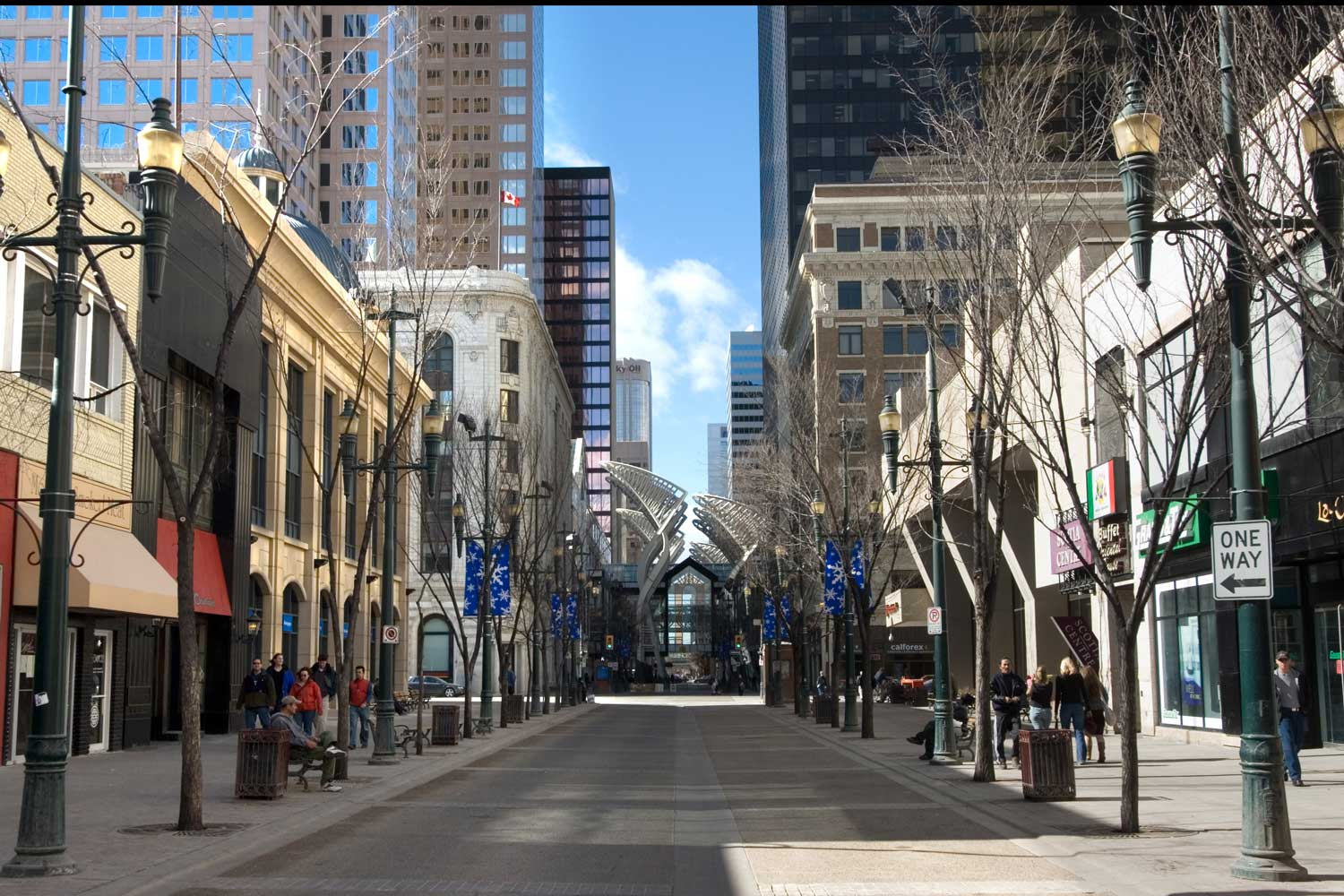
Stephen Avenue

- Calgary Tower - a város egyik legmagasabb épülete. A kör alakú toronyépület 191 méterre nyúlik az utca szintjétől. 1968-ban épült. Expressz-felvonó röpít fel néhány másodperc alatt a torony legfelső szintjére, ahol kilátó, falatozó, koktélbár és forgó étterem található.
- Glenbow-múzeum és művészeti galéria – Nyugat-Kanada egyik legérdekesebb múzeumának tartják. Leggazdagabb gyűjteménye Kanada egyes népeinek kulturális örökségét mutatja be kezdetleges festményeken és rajzokon, kultikus tárgyakon és kézműipari készítményeken keresztül. A múzeum előcsarnokában áll egy óriási szoborkompozíció, James Houston Aurora Borealis című műve, amely egészen a harmadik emelet magasságáig nyúlik fel. Az épület három emelete különböző témaköröket dolgoz fel. Az első emelet termeiben a kiállítási anyag időszakonként változik és a világ minden tájáról összegyűjtött művészeti alkotásokat mutat be. A második emeleten Nyugat-Kanada történelmével és egyben Észak-Amerika őslakóinak életével foglalkozó anyag kapott helyet, amelyben az eszkimó és indián relikviák, faragványok gyűjteménye a leggazdagabb. A harmadik emeleten a Korona és Kanada az egyik témakör, ahol az angol koronaékszerek jól sikerült másai vannak kiállítva. Egy másik anyag érdekesen mutatja be a fegyverek és a hadtudomány fejlődését a középkortól a második világháborúig.
- Toronto Dominion Centre – az épületkomplexum negyedik emeletén egy park, a Devonian Gardens található, a park egy hektáros területén, az óriási üvegablakok biztonságában 15 700 szubtrópusi növény él. Ösvények, padok, öt kis mesterséges tó és modern szobrok teszik változatossá. Koncertek és divatbemutatók színhelye is.
- Centennial Planetarium – az épületegyütteshez tartozó Star Chamber, 22 méter magas kupolájú teremben a látogatók a legmodernebb technikai eszközök segítségéven virtuális utazást tehetnek a világegyetemben. A Pleiades Theatre-ben színdarabokat adnak elő és hangversenyeket tartanak. Az Observatory hatalmas látcsövén keresztül megpillantható a hold és a bolygók szabad szemmel nem látható részletei. Az Aero-Space Múzeumban régi repülőgépeket állítottak ki, a legmodernebb űrrakéták modelljei mellett.

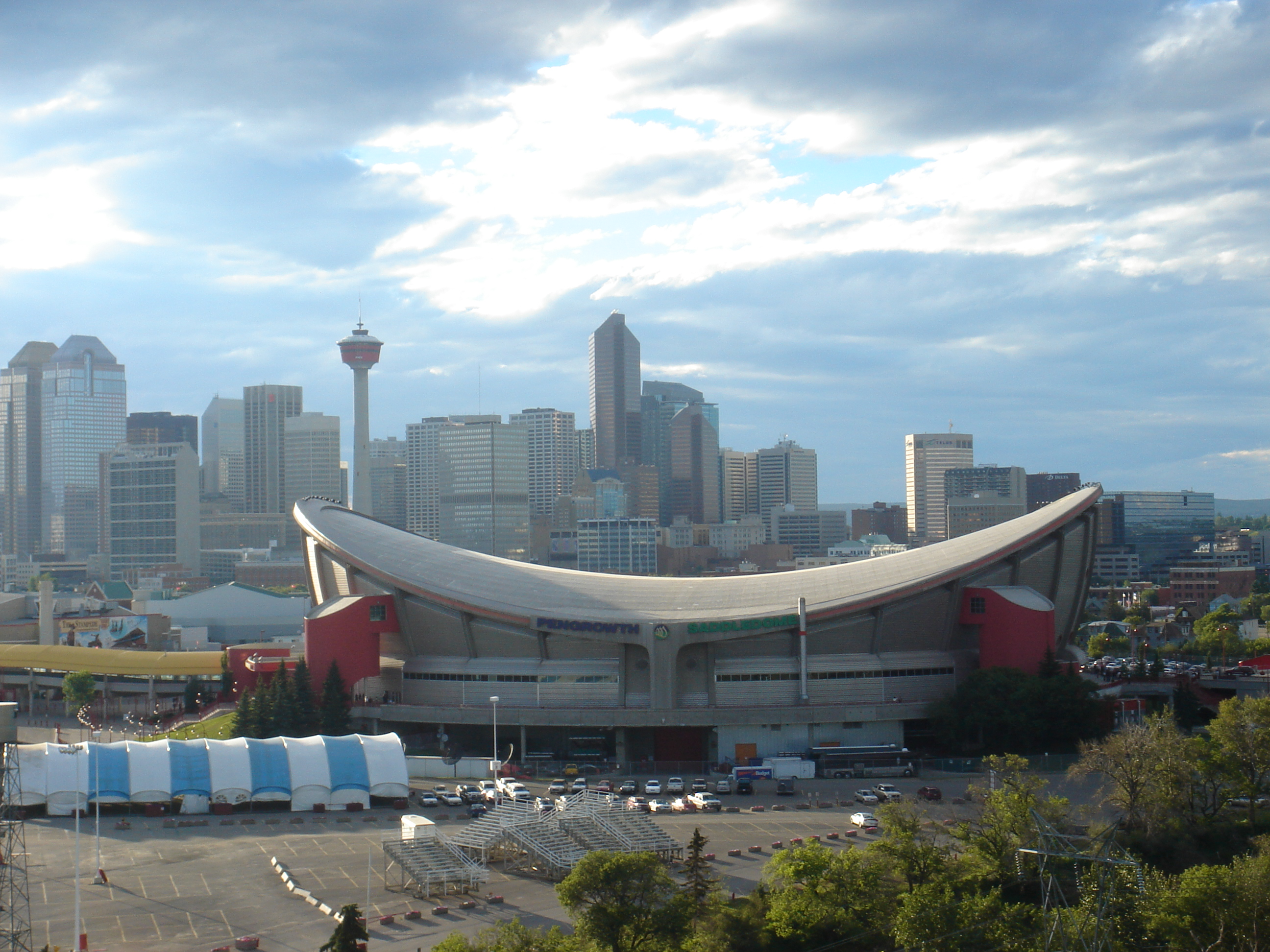
Scotiabank Saddledome

- Hospitality Centre – egy turistairoda, mely egy vasútállomás jól sikerült utánzata. Az épület mellett található a Brit Nemzetközösség legnagyobb gőzmozdonya, a Selkirk típusú, 5934-es számú óriás. Ezek a típusú mozdonyok a diesel-mozdonyok előtt, 1929 és 1952 között üzemeltek, a Canadian Pacific vasúttársaság fővonalán, amelyet a Sziklás-hegységen keresztül építettek ki, Calgarytól a nyugati partig.
- Jubilee Auditorium – a város kulturális csarnoka, a tartományi kormány ajándéka Dél-Albertának. Az épület hasonmása Edmontonban áll. Mindkettőt 1955-ben építették, amikor Alberta fennállásának 50. évfordulóját ünnepelte. Az épület dombtetőn áll, innen rálátni az egész városra. Sétány vezet a főbejárathoz. Az osztott homlokzat falkiképzése a kétemeletes épületet magasabbnak tünteti fel a valóságosnál. Az Auditorium 2760 férőhelyes, akusztikája egyike a legjobbaknak Észak-Amerika hasonló intézményei közül.
- Military Museum – a Lord Strathcona huszárok és a Princess Patricia könnyűgyalogsági ezred fegyvereit és különböző emléktárgyait mutatja be. Az uniformisok és trófeák gazdag gyűjteményének egyik legszebb darabja az ezredzászló, amelyet Patricia angol hercegnő tervezett és hímzett, saját kezűleg.
- St. George’s-sziget - ahol a Városi Állatkert található. 1915-ben alapították, két öszvér volt az első lakója, azóta az állomány 1100-ra növekedett és természetesen területe is nagyobbodott, ma 100 hektárt foglal el. Az állatkert része a Dinosaur Park, ahol az ősidőkben élt állatok életnagyságú szobrai állnak a fák között. A 46 ősállat közül Dinny, a 120 tonnás Brontoszaurusz a legnagyobb, 11 méter magasból tekint le.
- Scotiabank Saddledome - az 1988-as olimpiára épült jégkorongcsarnok.
- Convention Centre – hatalmas épülettömb, ahol szimpóziumokat, értekezleteket, gyűléseket tartanak.
- CFCN TV 1 és 2 – két hatalmas televízió antenna, melyek 1954-ben épültek, és 250 méteres magasságukkal a város legnagyobb építményei.

### Zöldövezetek
Calgarynak közel 550 parkja van, melyek nagy része mesterségesen kialakított, több park azonban eredeti zöldterület, a szabad természetnek a város kialakításakor érintetlenül hagyott darabja.

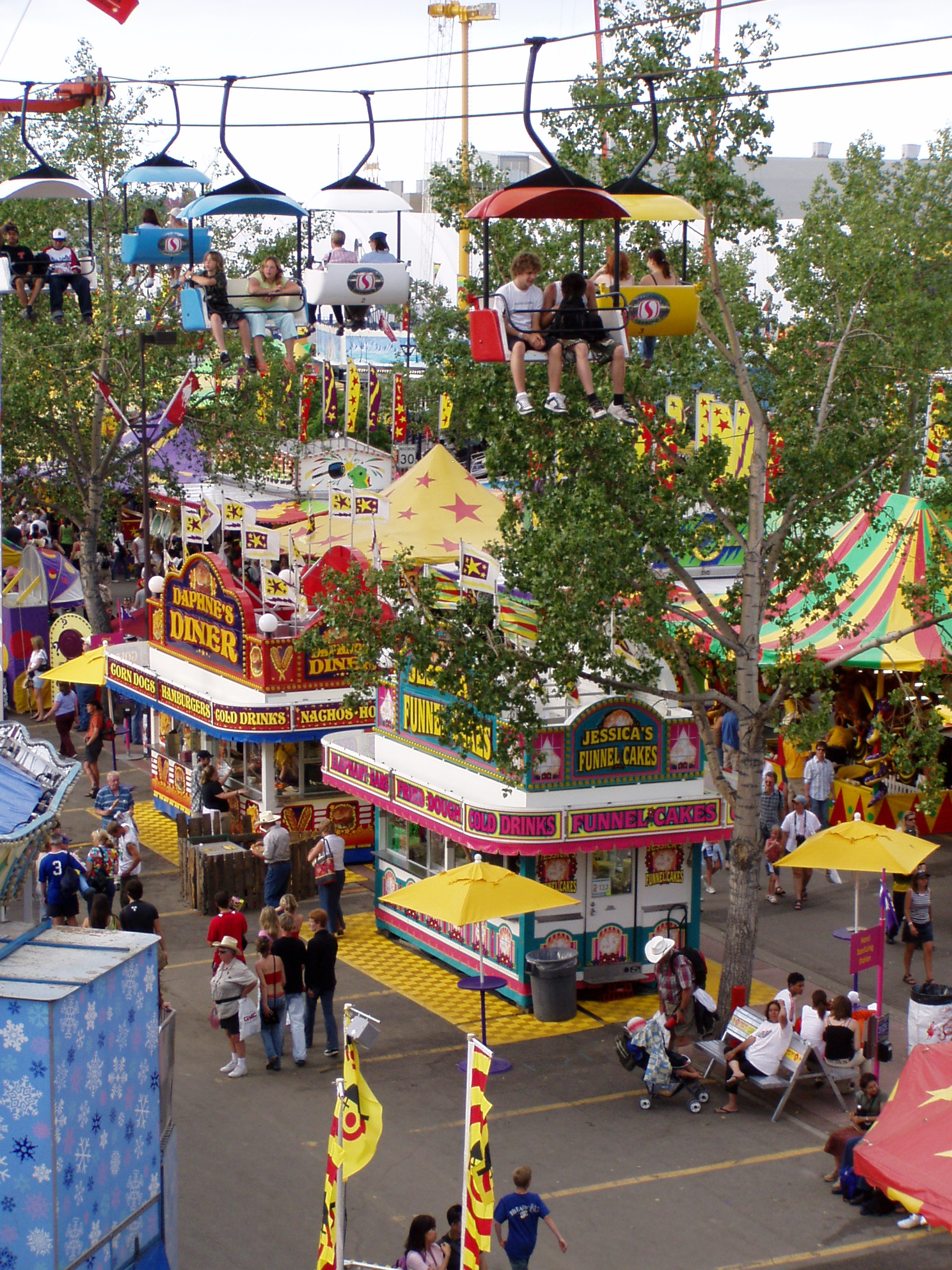
Calgary Stampede

- Calgary Exhibition and Stampede Park – itt rendezik minden év júliusában a híres Calgary Stampede-t. 1912-ben egy Guy Weadick nevű amerikai érkezett a városba, aki különböző szórakoztató műsorokat szervezett, és úgy gondolta, hogy a város alkalmas lenne egy olyan rodeó, cowboy-vetélkedés megrendezésére, ami az amerikai Buffalo Bill népszerű vadnyugati cirkuszát is elhomályosítaná. Négy vállalkozó szellemű ember adta hozzá a pénzt és Weadick műsora Calgary Stampede név alatt a minden évben megrendezett ipari kiállítás része lett. Az első világháború alatt a show nem került megrendezésre. 1919-ben Weadick megrendezte a második Stampede-t, ahol első ízben szerepelt ekhós szekerek versenye, hatalmas siker aratott a rendezvénysorozat, és 1923-tól már minden évben megrendezésre került. A világ legnagyobb szabadtéri műsorának titulált rendezvény majdnem két hétig tart és a városon keresztülhaladó felvonulással kezdődik. A fesztivál fénypontja a Stampede Park stadionjában megrendezett rodeó. Ugyancsak ebben a parkban található a város Vidám Parkja is.
- Heritage Park – a város egyik legszebb szabadtéri helytörténeti múzeuma. A park egyik részében a vadászok, bányászok és pionírok életét ismertetik meg, abból az időből, mielőtt még a vasút megjelent a vidéken. Található itt rönkfából épült templom, cserekereskedő állomás, kovácsműhely és még egy indián tábor sátrainak is jutott hely. A park másik részének épületei már a fejlődésnek indult múlt század végi Calgaryt mutatja be. Lovasrendőr-laktanya, egy újság kiadóhivatala, vegyeskereskedés, tűzoltóállomás, postahivatal szegélyezik a skanzen utcáit. A park kisvonaton is beutazható.
- Fort Calgary Park – a húsz hektáros park területén helyrajzi múzeum található. Itt láthatóak a régi erőd maradványai.
- Central Park - itt található a Cenotaph, a két világháborúban elesett katonák emlékműve, valamint a Muttart Gallery, ahol a város művészeinek munkáit állították ki.
- Burns Memorial Gardens – a park sziklakertjeinek falához és az ösvények építéséhez Patrick Burns szenátor lebontott házának termésköveit használták fel.
- Reader Rock Gardens – Európa, a Távol-Kelet és a déltengeri szigetek növényzetével van beültetve.
- Brewery Gardens – több patak és forrás található itt, melyekben rengeteg a hal, főleg pisztráng.
- Bowness Park – a parkban kenuoktatás folyik.
- Riley Park – krikett-mérkőzések színhelye.

## Testvérvárosok
- Québec (Kanada), 1956 óta
- Jaipur (India), 1973 óta
- Naucalpan (Mexikó), 1994 óta
- Daqing (Kína), 1995 óta
- Daejeon (Dél-Korea), 1996 óta
- Phoenix (Amerikai Egyesült Államok), 1997 óta